# Когедай
Когедай (каз. Көгедай) — село в Зайсанском районе Восточно-Казахстанской области Казахстана. Входит в состав сельского округа Сарытерек. Код КАТО — 634643600.

## Население
В 1999 году население села составляло 453 человека (228 мужчин и 225 женщин). По данным переписи 2009 года, в селе проживало 450 человек (237 мужчин и 213 женщин).